# La Hispano
La Hispano, kurz für La Hispano Fábrica de Automóviles y Material de Guerra, war ein Unternehmen aus Spanien.

## Unternehmensgeschichte

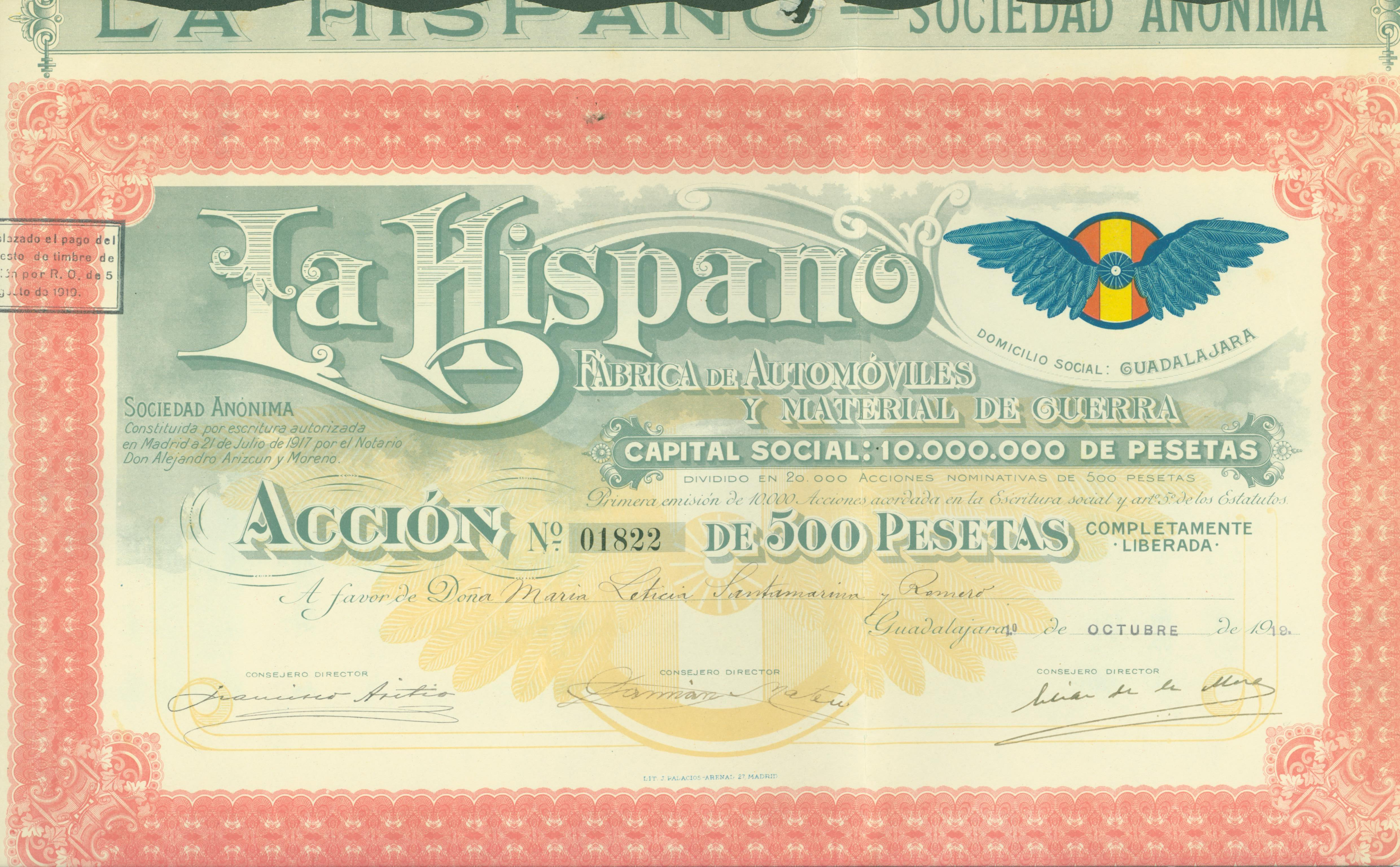
Aktie über 500 Peseten der La Hispano Fábrica de Automóviles y Material de Guerra vom 20. Oktober 1919

Marc Birkigt war Mitinhaber und Chefkonstrukteur des Konzerns Hispano-Suiza. Er wechselte 1914 nach Beginn des Ersten Weltkriegs von der französischen Filiale Société Française Hispano-Suiza in Bois-Colombes zurück zum Hauptwerk La Hispano-Suiza in Barcelona. Der spanische König Alfons XIII. war ein guter Freund von ihm. Er wandte sich an Birkigt mit dem Wunsch, die Produktion von Lastkraftwagen für das spanische Militär zu erhöhen. Der Platz im Werk in Barcelona war dafür nicht ausreichend. Es wurden Pläne gemacht für ein zusätzliches Werk, das näher an der Hauptstadt Madrid liegen sollte.
Álvaro Figueroa Torres war ab dem 9. Dezember 1915 erneut spanischer Ministerpräsident. Er arrangierte ein Treffen zwischen Alfons XIII und Damián Mateu, Inhaber von Hispano-Suiza. Mateu war grundsätzlich einverstanden, auch mit der Wahl für die Stadt Guadalajara. Er sah das Problem des Facharbeitermangels in der landwirtschaftlich geprägten Provinz Guadalajara sowie das hohe finanzielle Risiko für sein Unternehmen. Daraufhin sicherte die Regierung eine ordentliche Ausbildung der Arbeiter und viele Aufträge zu.
Auf einem Treffen am 22. Februar 1916 unter Vorsitz des Bürgermeisters von Guadalaja, Don Miguel  Contera, wurde der Verkauf eines Geländes mit mehr als einer Million Quadratmetern an ein neues Unternehmen beschlossen. Wenig später wurde das Unternehmen gegründet. Die Firmierung bedeutet übersetzt „La Hispano, Fabrik für Automobile und Kriegsmaterialien“. Als Gesellschaftsform wurde eine Aktiengesellschaft gewählt. Die Öffentlichkeit konnte Anteile erwerben. Hispano-Suiza hielt die Mehrheit der Anteile.
Im Juni 1918 war die Fabrik aufgebaut. Die Produktion von Lkw für das Militär begann.
1923 übernahm La Hispano-Suiza das Unternehmen.
Aufgrund der zugesicherten Abnahmen durch das Militär hatte das Unternehmen keinen Grund, ein Vertriebsnetz für private Abnehmer aufzubauen und gegen andere Hersteller zu konkurrieren. Als der Rifkrieg (1921–1926) beendet war, brach die Nachfrage des Militärs ein. Zu der Zeit waren 467 Mitarbeiter beschäftigt.
Am 17. Februar 1931 wurde bekannt, dass das Unternehmen an die Fábrica Nacional de Automóviles verkauft wurde. Dieses stand in Verbindung mit der Fiat S.p.A.
1931 übernahm Fiat die Mehrheit. Vicente Roa leitete es weiterhin. Aus Italien kamen die Ingenieure Vittorio Bonade Bottino und Ugo Bonatto. Am 2. März 1931 wurden Pläne bekanntgegeben, eine moderne Montagelinie aufzubauen und anfangs 7500 Pkw jährlich herzustellen. Am 14. April 1931 wurde in Spanien die Zweite Spanische Republik ausgerufen. Schlechte wirtschaftliche Umstände und eine Währungsabwertung brachten die Pläne durcheinander. Zum geplanten Preis waren die Fahrzeuge nicht herzustellen, und ein höherer Preis war schlecht durchsetzbar, da die Verkäufe allgemein einbrachen. Der Wunsch, vom Importzoll befreit zu werden, wurde von der Regierung nicht erfüllt. Dennoch begann im Sommer 1931 die Produktion in einer kleinen Serie. Sie endete im gleichen Jahr. Die Fabrik wurde geschlossen.
1935 übernahm Hispano-Suiza erneut das Werk für die Luftfahrtabteilung.
Laut einer Quelle wurde die Fabrik während des Spanischen Bürgerkriegs zerstört und das Unternehmen im Dezember 1935 aufgelöst. Allerdings begann der Krieg erst im Juli 1936, sodass auch eine Auflösung 1936 möglich ist.

## Produkte

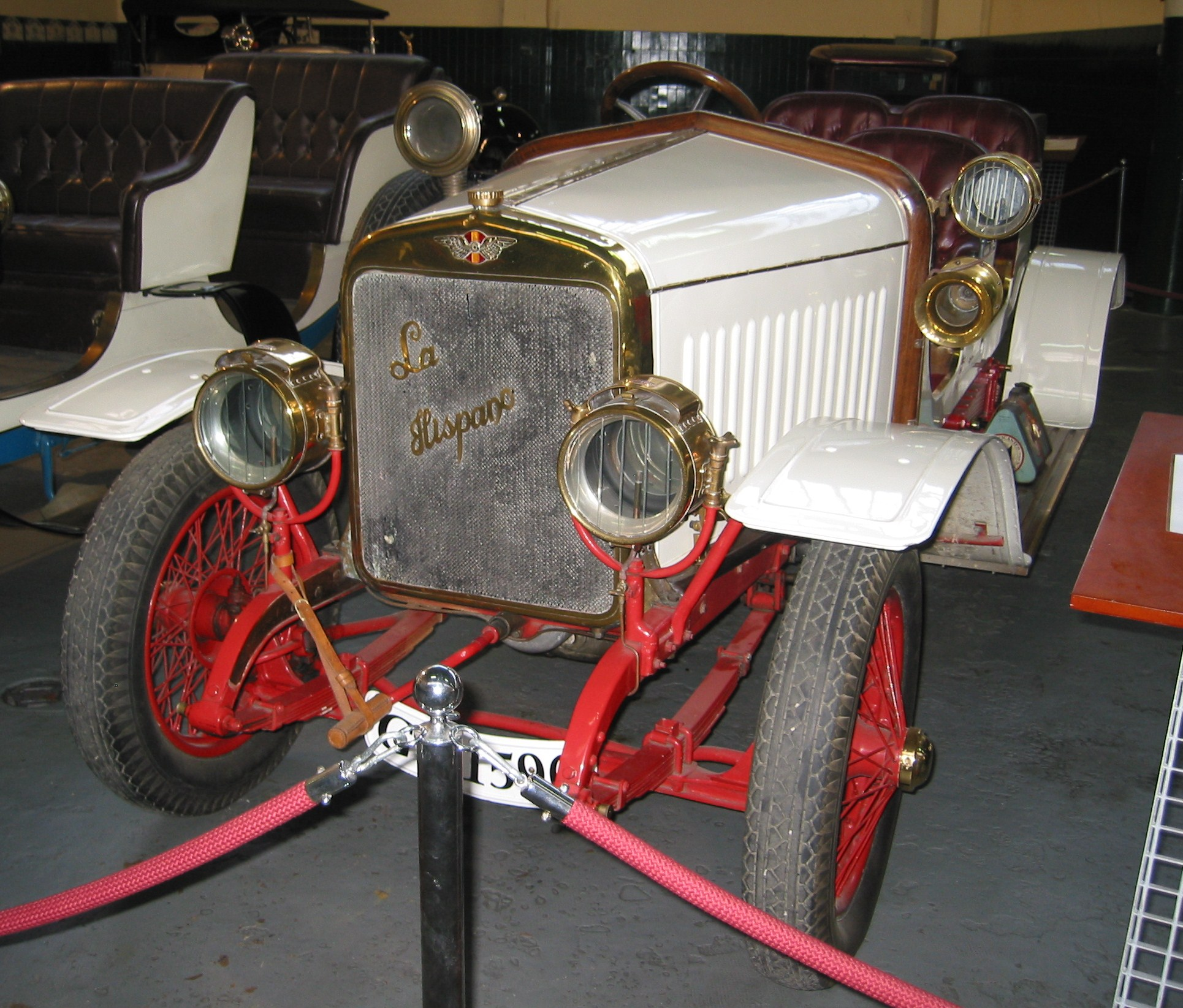
La Hispano Tipo 24

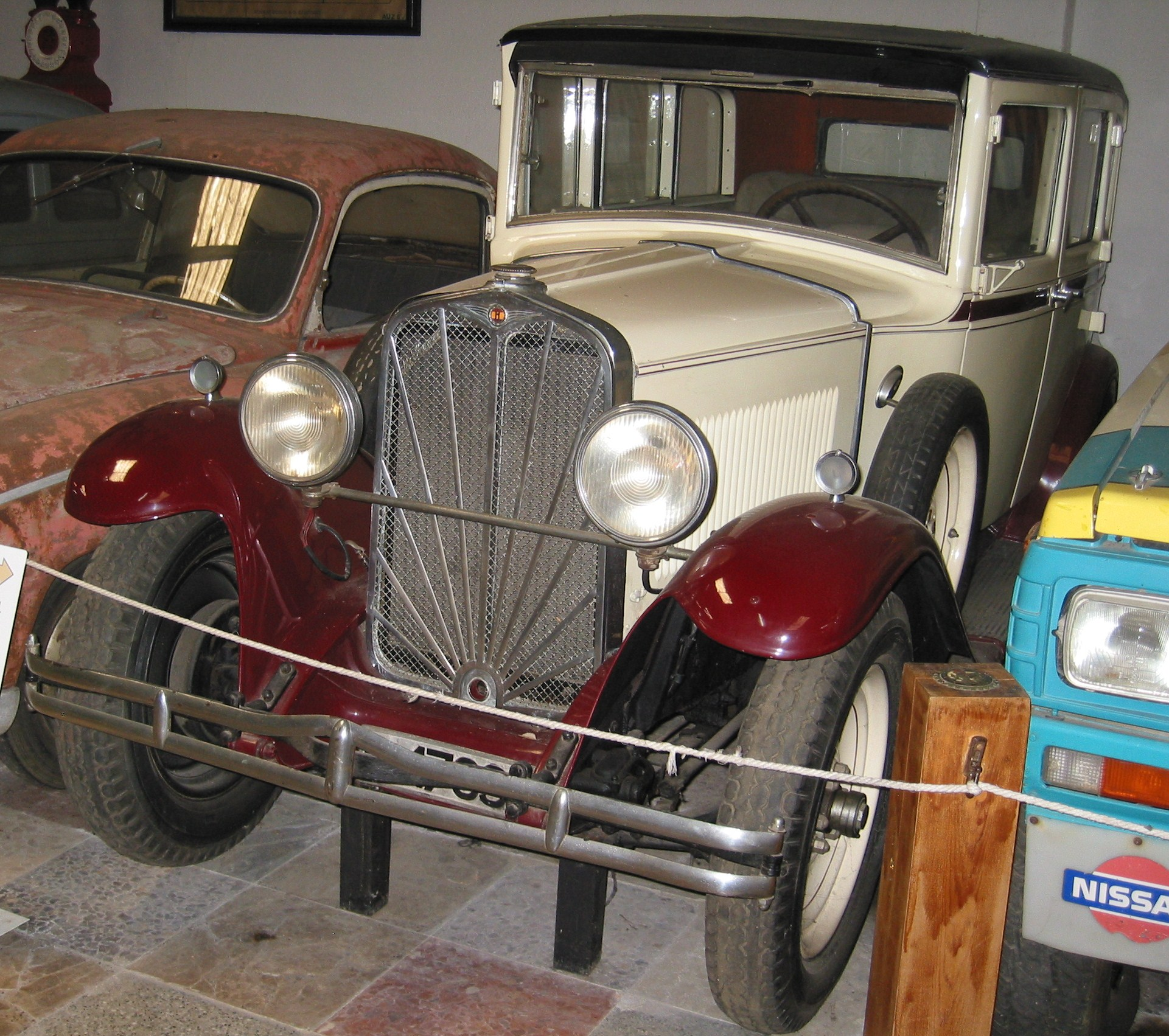
Hispano 514

Das Unternehmen stellte Lkw in Handarbeit her. Weitere Produkte waren Omnibusse, Flugzeuge, Kanonen und militärische Ausrüstung.
Zwischen 1922 und 1925 wurden außerdem Personenkraftwagen gefertigt. Das Hauptwerk in Barcelona hatte den Hispano-Suiza Tipo 24 aufgegeben. La Hispano setzte die Produktion fort. Markenname war La Hispano. Der Schriftzug auf dem Kühlergrill lautete „La Hispano“ anstelle von „Hispano-Suiza“. Das Emblem auf der Kühlergrillumrandung zeigte nur die Farben der spanischen Flagge (rot-gelb-rot) und nicht zusätzlich die Schweizer Flagge wie bei den Modellen von Hispano-Suiza. 1922 lag eine Bestellung über 100 Fahrzeuge vor. Wie viele Pkw tatsächlich gefertigt wurden, ist nicht bekannt.
Fiat plante die Produktion der Modelle Fiat 514 und Fiat 521. Tatsächlich gefertigt wurde nur der Hispano 514 als viertürige Limousine. Dieser Name findet sich in einer Anzeige für das Modell. Der Markenname war Hispano. Auf dem Kühlergrill sowie auf dem Typenschild standen La Hispano. Das Emblem entsprach dem vorherigen Tipo 24, mit den Farben der spanischen Flagge, ohne das Wort Fiat. Andere Quellen nennen auch die Namen Hispano-Fiat und Hispano-Guadalajara.